# Gras Modell 1874
Das Gras Modell 1874 (französisch Fusil Gras, auch Typbezeichnung „Gras Mle 1874“) ist ein französisches Militärgewehr vom Ende des 19. Jahrhunderts.

## Entwicklung
Das Gewehr „Gras Mle 1874“ ist eine Anpassung des Chassepotgewehrs an eine von Basile Gras entwickelte Metallpatrone. Es sind verschiedene Varianten des Gras-Gewehrs bekannt. Das Typ „Mle 1866-74“ basiert auf einem umgerüsteten Chassepotgewehr. Der Typ „Gras Mle 1874“ ist erste Serienfertigung. Der Typ „Mle 1874 M.80“ war eine Weiterentwicklung mit verbessertem Verschluss.
Der Entscheid, die Papierpatrone des Chassepotgewehrs durch eine Patrone mit Metallhülse zu ersetzen, war ein entscheidender Entwicklungsschritt, weil Patronen mit Metallhülsen analog der 1866 bis 1869 von U.S.-Oberst S. V. Bénet entwickeltem Zentralfeuerpatrone einen gasdichten Verschluss, resp. eine Liderung am Patronenlager gewährleisten, sicherer gegen Fremdzündung und weniger feuchtigkeitsempfindlich sind.
Das bereits 1867 in Bayern vorgestellte Werder-Gewehr M/1869 war eine vergleichbare Entwicklung.
Gründe für die relativ schnelle Ablösung dieses Gewehrs (in Frankreich durch das Gewehr Lebel Modell 1886) liegen in der Entdeckung neuer Pulversorten (siehe auch Kordit), die dem Schwarzpulver überlegen sind.
Im Jahre 1914 wurden etwa 150.000 Gewehre auf die Patrone 8 × 50 mm R Lebel umgeändert und als Gras modifié 14 bezeichnet.

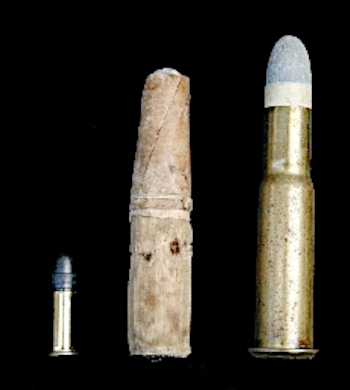
von links nach rechts: Kleinkaliberpatrone (5,6 × 15 mm  R), Chassepotpatrone (11 mm, Papierhülle), Graspatrone (11 × 59 mm R)
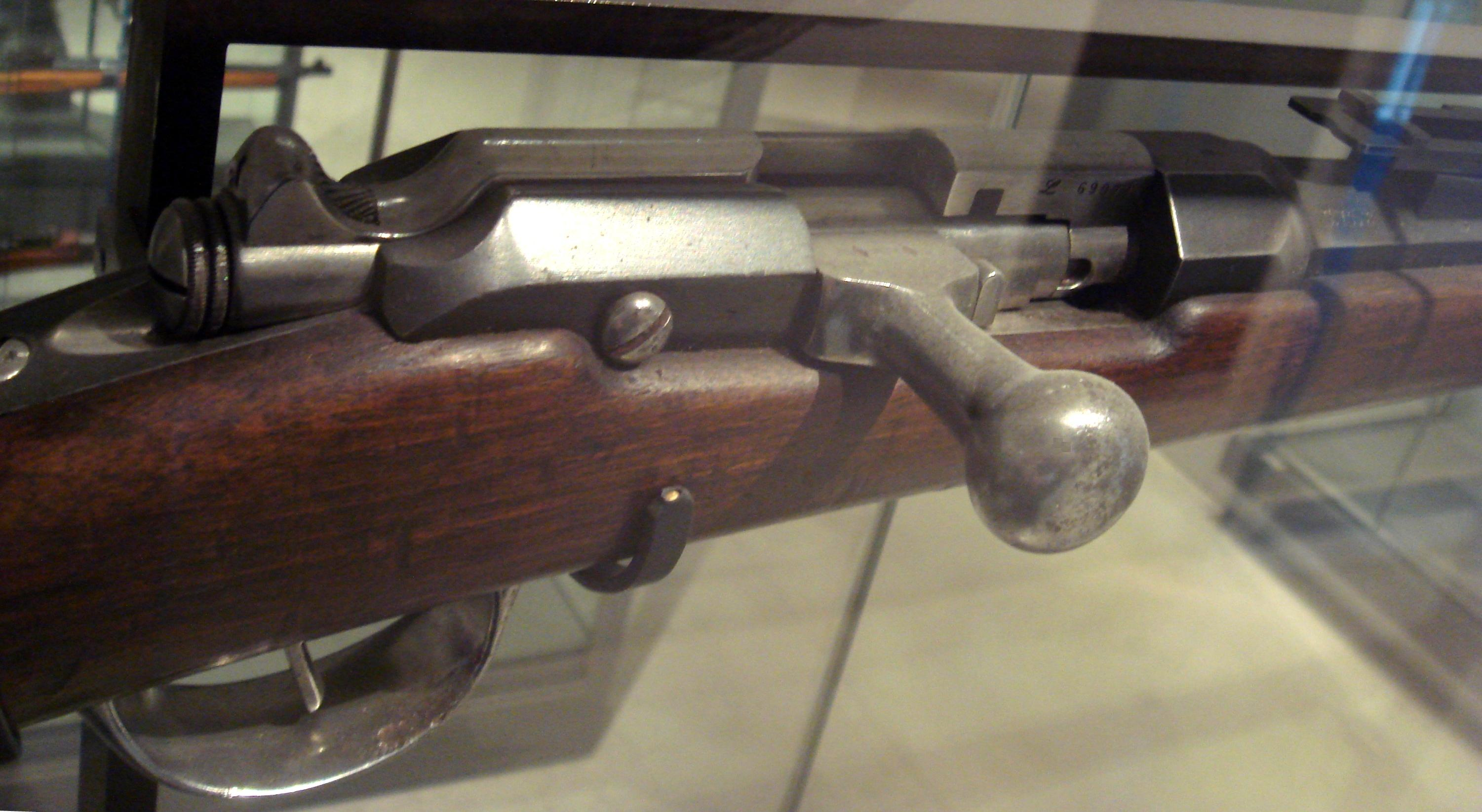
Gras 1874 M80, Verschluss
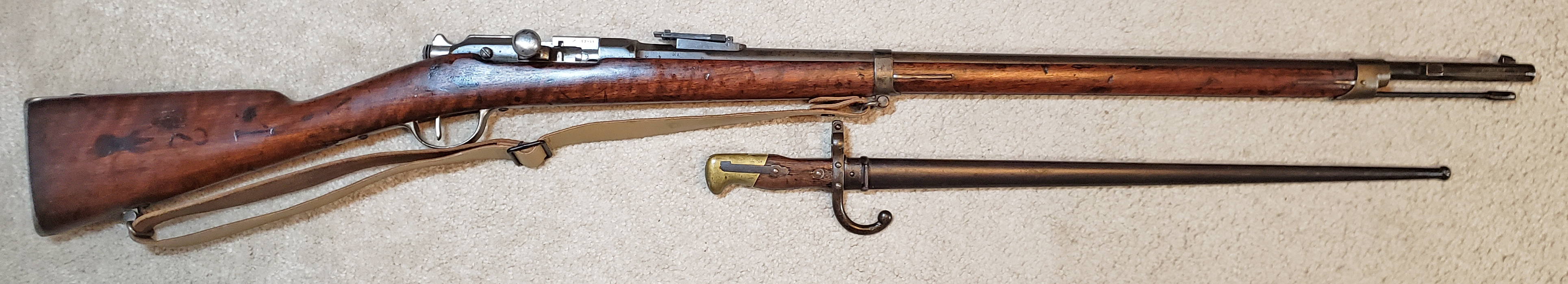
Gras 1874 M80 mit Bajonett

## Varianten und Verwendung
Das einschüssige Gewehr erwies sich als zuverlässige Waffe mit hoher Durchschlagskraft. Nachrüstungen für einfache Zusatzmagazine wurden entwickelt, aber selten verwendet.
Frankreich führte das Gewehr 1874 ein. 1886 wurde es in der französischen Armee durch die Weiterentwicklung zum (kaliberkleineren, mehrschüssigen und vor allem für raucharme Munition eingerichteten) Lebel Modell 1886 abgelöst.
Aufgrund der hohen Materialverluste kam das Gras-Gewehr sogar noch im Ersten Weltkrieg zur Verwendung und wurde als Ersatz vereinzelt auch von deutschen Truppenteilen verwendet.
Auch im Zweiten Weltkrieg wurden französische rückwärtige Truppen mit den Gras modifié 14 ausgerüstet. Beim Westfeldzug im Jahre 1940 sind keine Kampfhandlungen mit dem damals technisch überholten Gewehr bekannt. Die meisten von der Wehrmacht erbeuteten Gewehre wurden verschrottet.
Die griechische Armee führte das Gras Modell 1874 im Jahre 1877 ein und benutzte es in allen Konflikten bis zum Zweiten Weltkrieg. Es wurde die bevorzugte Waffe der Partisanen von den Revolten gegen das Osmanische Reich bis zum Widerstand gegen die deutsche Besetzung und erwarb sich einen legendären Ruf.

### Verwendung in der Wehrmacht

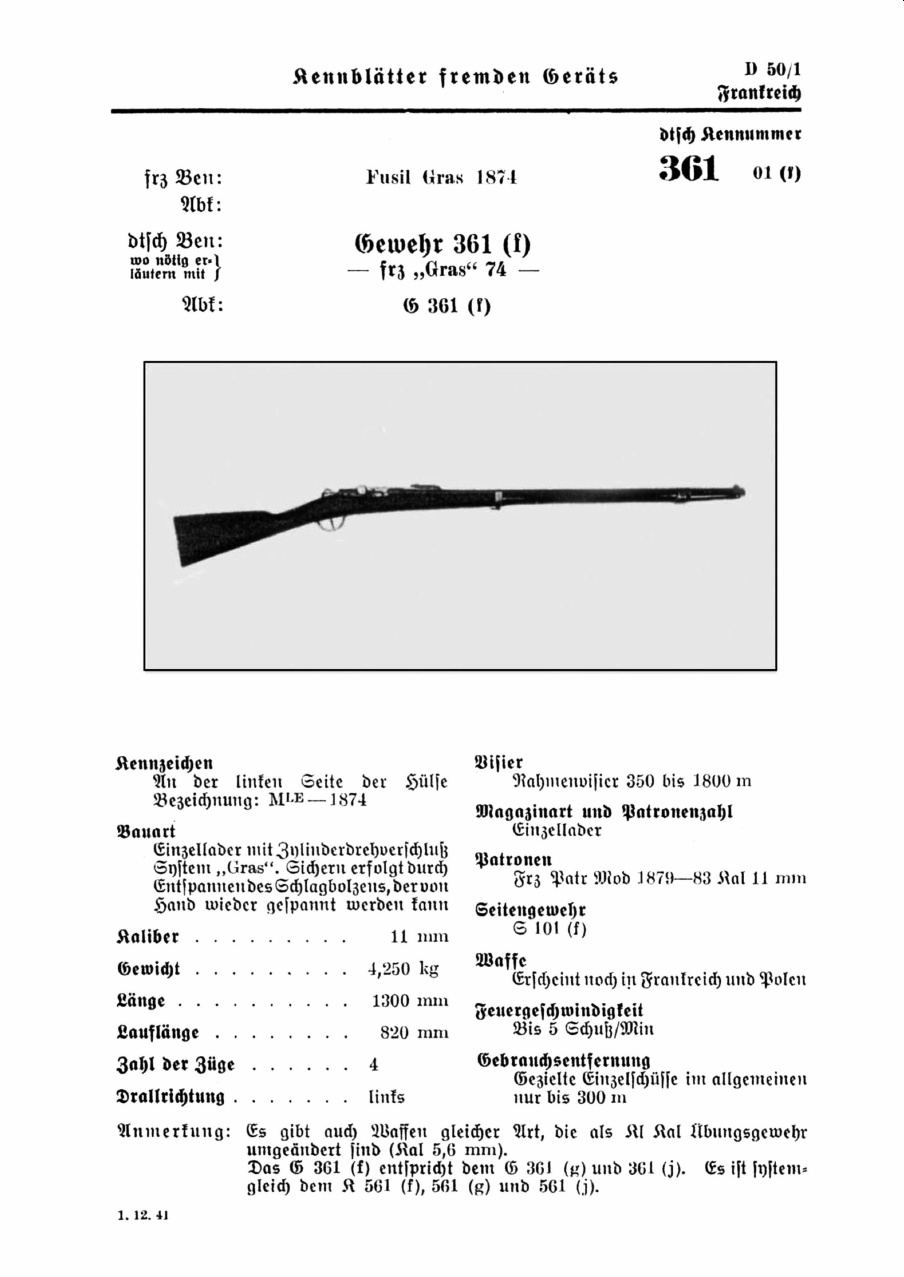
Kennblattbeispiel zu
D50/1 Nr 361 (f)

Vom Heereswaffenamt wurden unterschiedliche Versionen des Gewehrs detailliert dokumentiert, mit Kenn-Nummern versehen und in der Vorschrift Kennblätter fremden Geräts dokumentiert. Nachfolgend ein Überblick/Auszug zur offiziellen Dokumentation Kennblätter fremden Geräts D 50/1: Handwaffen.
Aufbau der Tabelle
Untenstehende Tabelle führt folgenden Spalteninhalte:
- dtsch. Kennnr. (deutsche Kenn-Nummer), dies entspricht dem Originalindex in den Kopfzeilen der Kennblätter mit Kennnummer, Stoffgebietenummer und Beutezeichen.
- Abk. dtsch. Ben. (Abkürzung deutsche Benennung), Originalbezeichnung entnommen aus der fünften Zeile der Kennblätter.
- Landesbez. nach HWA (Heereswaffenamt), Originalangaben entnommen aus der ersten Zeile der Kennblätter.
- (Wikipedia-Artikel) Link zum Wikipedia-Artikel in runden Klammern in der zweiten Zeile unter Landesbez. nach HWA.
- Bild, eine Bildauswahl aus Wikipedia für dieses Objekt.
- Kal. mm (Kaliber), entnommen aus den technischen Angaben der Kennblätter.
- Bemerkungen, Originalangaben entnommen aus den erweiterten Angaben der Kennblätter.

 Info: Die in der Tabelle angegebenen Originaleinträge sollen nicht geändert werden, weil diese den Angaben aus den Kennblättern entsprechen. Nach neuerem Forschungsstand sind teilweise Errata in den Kennblättern erkannt worden. Diese werden unten im Abschnitt Anmerkungen jeweils zur Kenn-Nummer erläutert. Die Wikilinks in den runden Klammern sollten das Lemma der entsprechenden Artikel in Wikipedia enthalten.
| dtsch. Kennnr. | Abk. dtsch. Ben. | Landesbez.nach HWA (Wikipedia-Artikel) | Kal. mm | Bemerkungen                            |
| -------------- | ---------------- | -------------------------------------- | ------- | -------------------------------------- |
| 308 01 (j)     | G. 308 (j)       | Puska 8 mm M 74 F                      | 8       | auf 8 mm geändertes G. 361 (f)         |
| 361 01 (f)     | G. 361 (f)       | Fusil Gras 1874                        | 11      |                                        |
| 361 01 (j)     | G. 361 (j)       | Puska 11 mm M 74                       | 11      | entspricht G. 361 (f)                  |
| 361 01 (g)     | G. 361 (g)       | in D 50/1 keine Angabe                 | 11      | entspricht G. 361 (f), nur Gendarmerie |
| 561 01 (f)     | Kb. 561 (f)      | Mousqueton Gras 1874                   | 11      | systemgleich mit G. 361 (f)            |
| 561 01 (g)     | Kb. 561 (g)      | in D 50/1 keine Angabe                 | 11      | entspricht Kb. 561 (f)                 |
| 561 01 (j)     | Kb. 561 (j)      | Karabini 11 mm M 74                    | 11      | entspricht Kb. 561 (f)                 |

## Die Munition des Gras Mle 1874
Der Ursprung der Schwarzpulverpatrone 11 × 59 mm R ist die Papierpatrone des Chassepotgewehrs. Die Patrone war wegen ihrer Zuverlässigkeit und Durchschlagskraft bekannt.